# سیوروپیتیا
سیوروپیتیا (به لاتین: Sivurupitiya) یک منطقهٔ مسکونی در سری‌لانکا است که در استان مرکزی (سری‌لانکا) واقع شده‌است.